# Temoaya (municipi)
Temoaya és un municipi de l'estat de Mèxic. Temoaya és el cap de municipi i principal centre de població d'aquesta municipalitat. Aquest municipi és a la part nord-occidental de l'estat de Mèxic. Limita al nord amb el municipi de Otzolotepec, al sud amb Lerma, a l'oest amb Toluca i a l'est amb Huixquilucan.